# ボキャブラ天国シリーズに登場したキャブラー一覧
ボキャブラ天国シリーズに登場したキャブラー一覧（ボキャブラてんごくシリーズにとうじょうしたキャブラーいちらん）では、『ボキャブラ天国』（ボキャブラ天国シリーズ）に登場したお笑い芸人（以下キャブラーという）について記載する。

## 概要
※ 番組内容、および番組のシステムなどについては上記の『ボキャブラ天国』の項目を参照。
- 各キャブラーがボキャブラネタを初披露した時代によって区分。
- カッコ内はキャッチフレーズ、「歌う」時代はキャッチフレーズが廃止されている。
- 色つきは、主にボキャブラ芸人として頭角を現した芸人。
放送終了後も「ボキャブラ」出身と呼ばれる、「新」～「歌う」にかけて長期出演、2008年「復活祭」で登場した芸人などから。
- ○は「Super」のヒットパレードでイチバンになった芸人。
- ×は「Super」のヒットパレードでカスになった芸人。
- ☆は「超」以降、ボキャブラキングになり座布団を獲得した芸人。

## 「Super-」時代 / ボキャブラ発表会 ザ・ヒットパレード
| コンビ名                                          | キャッチフレーズ                                                                                             | ○ | × | ☆ | 備考 |
| ------------------------------------------------- | --- | - | - | - | --- |
| アクシャン                                        | 帝国の逆襲                                                                                                   | - | - | - | 第61回（95/12/27）、第63回（96/1/17）。ヒッパレ以外に視聴者投稿作品に俳優出演する事が多数あった。 |
| あさりど                                          | アルタからの旋風 → めざせ君 → アルタからの旋風 → 捨て身の貴公子                                              | ○ | × | - | 第64回（96/1/24）～「超」（96/11/20）。第86回（96/7/17）では、めざせ君ながらイチバンを獲得。最強王座決定戦（96/9/25）では15位。 |
| アニマル梯団                                      | 野性の咆哮（おたけび）                                                                                       | ○ | × | - | 第15回（94/12/7）、第23回（95/2/15）～「黄金」（98/2/24）。最強王座決定戦（96/9/25）では9位。「超」ではキングに輝くもガチャピンとムックのコンビに敗北し、座布団獲得ならず。その後はチャレンジャーの常連となる事も多くなり番組を去る。後に解散するが、大復活祭に再結成し登場した。 |
| 雨空トッポ・ライポ （現：〆さば）                 | 軍団の鉄砲玉 → めざせ君 → 軍団のレイニーボーイ                                                               | - | - | - | 第18回（94/12/28）～「超」（96/12/4）。2006年にヒカルが病死、その後はアタルがピンで活動中。 |
| アリtoキリギリス                                  | めざせ君 → 昆虫大戦争                                                                                        | - | - | ☆ | 第85回（96/7/10）～「歌う」（99/9/25）。石井正則の礼儀正しい敬語から、登場から間もなく「スーツ姿」が定着。名刺も作成しゲストへ渡す。「黄金」では「小動物ネタ」で3度ボキャブラキングに輝く（ただし「続」の途中から石塚はスーツではなく、普通の格好で登場するようになった）。ゲスト審査員の三谷幸喜に気に入られ「古畑任三郎第3シーズン」のレギュラーに抜擢し、俳優活動が活発的になる。大復活祭にも登場。その後2016年に解散。 |
| アンジャッシュ                                    | 青梅街道の蒼い星 → めざせ君 → 青梅街道の蒼い星 → 冷血サイボーグ                                              | - | × | - | 第62回（96/1/10）～「歌う」最終回。初出場ながら常連芸人をおさえイチバンに輝くかと思われたが、つぶやきシローに敗退。第71回HP（96/3/13）では、再び高得点を獲得するも、爆笑問題の前に敗退。その後、当時のオチ前のコントとオチの文章の辻褄が合わないシュールすぎたネタのため低迷気味になり、最強王座決定戦では29位と出川哲朗に次ぐブービーで終わる。 |
| アンバランス                                      | シブヤ愚連隊 → めざせ君 → シブヤ愚連隊 → 六本木系脳天気                                                      | ○ | × | - | 第26回（95/3/8）～「超」（96/10/23）。「ヒットパレード」時代には2度イチバンに輝く。最強王座決定戦では22位。 |
| アンラッキー後藤                                  | めざせ君 | - | - | - | |
| 石松亭                                            | めざせ君 | - | - | - | 第87回（96/7/24）。 |
| インパクト                                        | トライアングルの鬼                                                                                           | - | - | - | 第7回（94/9/28）。 |
| UBU                                               | 脳殺ハレンチ娘 → めざせ君 → 脳殺ハレンチ娘 → セクシーレボリューション                                        | - | × | - | 第25回（95/3/1）～「超」（96/10/30）。最強王座決定戦では28位。 |
| 梅垣義明                                          | シャンソン大魔神                                                                                             | - | - | - | 第7回（94/9/28）。 |
| 笑組                                              | 上野発暴走ダンプカー                                                                                         | - | - | - | 第33回（95/5/10）、第36回（95/5/31）。 |
| 越後屋文太 （現・シベリア文太）                   | 仁義なき男                                                                                                   | - | × | - | 第23回（95/2/15）、第24回（95/2/22）。 |
| オアシズ                                          | 顔面ギリギリガールズ                                                                                         | ○ | × | - | 第1回～第3回、（96/9/25）。第1回にてイチバンを取るも、第2回でカスに転落。最強王座決定戦では17位。 |
| オセロ                                            | 爆走!浪花レディース → めざせ君 → 爆走!浪花レディース                                                         | - | × | - | 第16回（94/12/14）～最強王座（96/9/25）。「出川哲朗をカスにさせない」というタモリの方針からカスの常連となってしまう。カスの獲得回数は男同志に次いで7回。最強王座決定戦では20位。後にコンビ解散。 |
| お染ブラザーズ                                    | ミスター正月                                                                                                 | - | - | - | 第18回（94/12/28）。「お染ブラザーズ」名義での登場。 |
| 男同志                                            | 男色の悪魔 → 全裸禁止令発令｛/解除｝ → 男色の悪魔                                                            | ○ | × | - | 第1回～「超」（96/11/27）。ほぼ下ネタであり、江頭2:50は、ほぼ全裸でネタ収録（初期は衣装を着ていた）。股間には黒丸かモザイク修正。ネタのひどさゆえに収録中では審査のためVTRを流すが、放送ではカットされる作品も多かった。「全裸禁止令」の発令により、第82回（96/6/19）では全編に渡って服を着用するも全くウケず、タモリ『服着たら迫力なくなっちゃったな』、ヒロミ『やっぱり江頭は裸で、意味のない裸を…』の発言から、この回だけで禁止令は解除され第86回（96/7/17）から再び全裸へ。なお、この回では江頭2:50が局部しか映さないというネタのひどさにランクインすらさせてもらえず、めざせ君のボードを置く台に貼られた。成績にはムラがありイチバンを11回、カスを8回獲得している。最強王座決定戦では8位。「超」第1回で『俺はこのボキャブラ天国で革命を起こしますよ』と江頭が豪語。そしてネタ放送後、『（自分の局部にかかっていた）ボカシが大きすぎる』『あれは局部でも演技している』と言い出し、スタジオで局部を露出（放送ではカット）した。しかし翌週では相方に説得され『僕のモットーは1日の伝説より、1クールのレギュラーですから』と弱気の発言をしている。土田晃之によれば第1回の収録前、制作会社から「スポンサーが来てるから変な事すんなよ」と言われた江頭。「フリ」と勘違いした江頭は、番組中に客の前で全裸になってしまったという経緯がある｡これがスポンサーの逆鱗に触れ、｢超｣7回目には、江頭が失踪したというアングルにより、江頭の実父・江頭2:45がネタ収録で服を脱ぐ謝罪ネタを披露し、この回を以て男同志は降板している。 スタジオトーク時、相方のコンタはトーク下手（江頭談）だったので、江頭がトークの全般を担当。爆笑問題・太田によると『エガちゃんはスタジオでは凄かったけど、楽屋ではびっくりするぐらい喋らなかった』との事。 |
| 海砂利水魚 （現・くりぃむしちゅー）               | おとぼけツインターボ → 邪悪なお兄さん                                                                        | ○ | × | ☆ | 第7回（94/9/28）～「歌う」最終回。最強王座決定戦では11位。「超」以降は、スタジオでは地味な存在であったが、「新」よりキャラ作りしたブラックネタがスタジオでブレイクする。「新」と「続」で3週連続ボキャブラキングを2度達成し、ヒットパレード時代は3週連続のカスも経験しており、黄金では8週連続チャレンジャーになった。「続」（99/2/13）ではアンタッチャブルとの座布団5枚をかけた戦いを制し、100万円を獲得（「超」以降で座布団5枚を獲得した3組目のキャブラー）｡「歌う」では登場時に、上田が自身が大ファンである長渕剛の名曲をヒロミに唆され、フルコーラスのアカペラで大熱唱するのが恒例となっていたが、回によっては歌っている途中でヒロミにツッコまれたり、カットされたり早送りに編集されてしまう。大復活祭は出演を望むもスケジュールの都合で参加はしていないが、過去ネタは披露されている。 |
| 金谷ヒデユキ                                      | 地獄のスナフキン                                                                                             | ○ | × | ☆ | 第1回～「家族」最終回。ヒットパレード時代から様々な芸能人を狙い撃ちにした替え歌によりブレイク。ヒットパレード時代は下ネタを披露する事も多かった。最強王座決定戦では6位。「超」からは他のキャブラーを標的にしたり、時には鈴木史朗などパネラーを標的にする替え歌も披露。また金谷ヒデユキwith Tとしてヒットパレード時代に2回登場した。「超」（97/1/1）（1/15）では2回キングになり座布団2枚獲得もBOOMERの5枚獲得で座布団リセット。その後はチャレンジャーとメジャーを行き来するも「黄金」（98/2/17）では久々のキングになり座布団獲得。その後「家族」最終回まで4枚を獲得した。そして「家族」最終回での最強王座決定戦にて披露した「大島カントクのテーマ」で第1位に輝き、賞金100万円を獲得した。これを機にボキャブラ卒業、同時に芸人も引退。大復活祭には参加しなかった。過去ネタの放送はないものの顔などの修正はなかった。2010年に再び芸人として復帰している。 |
| カマキリバンド                                    | めざせ君 → 646469（ムシムシロック）                                                                          | - | - | - | 第86回（96/7/17）～「超」（97/2/12）。1997年、花井の死去により解散。藤江はライオンヘッドとして「歌う」に出演。 |
| キャイ〜ン                                        | 天然ボケマシーン                                                                                             | ○ | × | - | 第1回～第32回、最強王座（96/9/25）。ボキャブラネタを最初に披露した。ネタ自体は面白くないもののオチ後のウドのサックスを吹く仕草が大ウケし、第28回（95/3/22）にイチバンに輝く。最強王座決定戦では21位。 |
| 極楽とんぼ                                        | 東京吉本の秘密兵器                                                                                           | - | × | - | 第1回、第2回、最強王座（96/9/25）。第1回ではカス。第2回では高得点を獲得するも、フォークダンスDE成子坂に敗れ、2位。最強王座決定戦では23位。 |
| ココリコ                                          | 背徳のストッパー                                                                                             | - | × | - | 第54回（95/11/8）～第69回（96/2/28）。初登場4位と好スタートを切るもネタは安定しなかった｡ |
| コロンボ                                          | 迷走刑事 | - | - | - | 第8回（94/10/19）、第9回（94/10/26） |
| サービスパンダ                                    | めざせ君 → 白と黒のエクスタシー                                                                              | - | - | - | 第84回（96/7/3）～「続」（98/10/31）で初登場。「新」（97/4/20）でボキャブラキングに輝くも、投稿作品に敗れ座布団を獲得できず。2001年に解散。大復活祭には登場しなかったが、過去映像に映っている。 |
| 坂道コロコロ                                      | めざせ君 → ローリングサンダー → 坂道コロコロ改め※ → 目指せ！Vシネマ※ → エンヤコラさもとい                    | - | - | ☆ | 「Super」めざせ君～「歌う」最終回。「超」（96/11/27）で高得点を出すも、すぐさま低迷期へ。「新」～「家族」でも平均と低迷が続いたため、ヒロミの改名案からエンヤコラさ（※）に改名（ネーミングは鈴木史朗）するが、他番組ではこの名前を使っていなかったのがバレて元に戻される。改名されてからは高評価を得るようになり、「続」と「歌う」ではキングに輝いている。放送終了後は「坂道コロンブス」に改名するも解散。その後は松丘はコンビ別れを繰り返している。林が引退しているため大復活祭に登場はしなかったが、過去映像には松丘のみ映っている。 |
| 正司敏江・玲児                                    | ザ・グレートどつき                                                                                           | - | - | - | 第29回（95/3/29）。 |
| 底ぬけAIR-LINE                                    | 華麗なるヒコーキ野郎 → めざせ君 → 華麗なるヒコーキ野郎 → きりもみ空中3回転 → きりもみ空中2回転               | - | × | - | 第57回（95/11/29）～「家族」終了。初期はネタの前後に「はーい、どうもっ!」と必ず入れていた。メンバー脱退でトリオからコンビになると低迷が続き、最強王座決定戦では25位。後述の爆笑問題がチャレンジャー転落では、太田の大暴れに賛同、爆問がメジャー復帰した後は跡を継ぐように、古坂が先頭に立って大暴れしていた。「黄金」から「家族」にかけて、「チャレンジャーだけの新しい番組タイトルシリーズ」を披露していた。解散後の大復活祭には古坂大魔王のみ登場し、古坂以外の過去映像には「元相方マーク」を入れる修正が施された。その放送で、ピンとなった後述の土田晃之とコンビを組んで新ネタ作品を披露した。 |
| つげシスターズ                                    | 五反田の美人姉妹                                                                                             | - | × | - | 第10回（94/11/2）～第35回（95/5/24）。 |
| つぶやきシロー                                    | ロンリーウィスパー                                                                                           | ○ | - | ☆ | 第61回（95/12/27）～「新」（97/8/31）。ヒットパレード時代は成績も良く、最強王座決定戦では5位。「超」ではキングにも輝く。以降は成績が低迷。「新」では作品の一部カット（オチがつまらないため）が多くなり,そのまま降板。ヒロミ曰く『ささやかなくなって面白くなくなった』。大復活祭には参加している。 |
| D-BARN                                            | めざせ君 → 予選落ちくん                                                                                      | - | - | - | 第83回（96/6/26）～「黄金」（97/12/16）、「家族」（98/4/21）。 |
| Take2                                             | さわやか大魔人 → 奇跡のシンデレラボーイズ → さわやか大魔人2 → 魅惑のサラブレッド                             | ○ | × | ☆ | 第41回（95/7/19）～「歌う」最終回。最強王座決定戦では18位。「奇跡のシンデレラボーイズ」は深沢邦之が田中美佐子と結婚した直後にのみ用いられていた。東貴博は、「黄金」SP（97/10/7）の街頭調査「芸風が古いキャブラーベスト10」と「抱かれたくないキャブラーベスト10」で共に1位を獲り、2冠王に輝いている。「超」以降、後述のロンブーを上回る長文ネタ（主に料理のレシピや他のキャブラーをイジる内容、東の自虐ネタが多い）でブレイク。以降はピン活動が増えたが、大復活祭では久しぶりにコンビで登場した。 |
| 出川哲朗                                          | 自称ポストタモリ                                                                                             | - | × | - | 第1回～第50回（95/9/27）、最強王座（96/9/25）。タモリが「なんかカス座布団さえあげたくない。」という事で「9位」が定位置に（しかし、あまりにもネタがヒドイ場合は例外的に4回カスになっている）。時折9位の自虐ネタを披露して高得点を叩き出す事もあるが、「じゃあ9位でいいや」と結局9位にされてしまうのがオチだった。第43回（95/8/2）では、タモリのヅラネタで高得点を叩き出した。初の1位と思われたが、パネラーの挙手で海砂利水魚に敗れ、2位に終わる。最強王座決定戦は、この時のネタを出すも最下位。 |
| デンジャラス                                      | 2丁目からの使者 → 列島危険地帯                                                                               | - | - | ☆ | 第7回（94/9/28）、「超」～「歌う」最終回。ノッチは、当番組で本名から愛称の「ノッチ」に芸名を変更。「黄金」から「夕日シリーズ（ロマンチックなシーンでの不幸なセリフ）」が大当たり。後にフォークダンスDE成子坂に、このシリーズを一度だけ（97/12/16）にパクられている。大復活祭にも登場した。 |
| DonDokoDon                                        | めざせ君 | - | - | - | 第87回（96/7/24）。その後、山口智充がピン芸人として「家族」後半～、「歌う」最終回まで再登場している。 |
| ニーニーズ                                        | 沖縄の英雄                                                                                                   | - | × | - | 第11回（94/11/9）。 |
| ネプチューン                                      | 電光石火の三重殺（トリプルプレイ）                                                                           | ○ | × | ☆ | 第51回（95/10/18）～「家族」終了。オチ前のコントは天下一品と言われ、オチよりもウケて高得点を出すときもあれば、オチが決まらず大スベリも多々あった。最強王座決定戦では2位。「超」より披露した「アキラ（原田扮するホスト・アキラ）」シリーズが大当たり。後に「家族」でこのシリーズのネタをジョーダンズに金八先生バージョンで2回ほどパクられてる。その他「映画監督（名倉がルミコ）」、「代打教師アキバ（原田）」ネタが続く。スタジオ登場の際も堀内のアドリブネタや巴投げなども人気のひとつとなる。トータルではキングに8回、座布団を合計6枚獲得している。大復活祭にも登場。 |
| のイズ                                            | めざせ君 | - | - | - | 現・ミュージシャンで、元オセロの松嶋尚美の夫であるヒサダトシヒロが居たコンビである。 |
| ノンキーズ 登場時は「ノンキース」名義             | めざせ君 → 四谷三丁目からの刺客 → 情熱の嵐 → ノンキーズ改め※1 → 天から舞い降りた※1 → 青うま改め※2 → 情熱の嵐 | - | × | - | 第83回（96/6/26）～「歌う」最終回。最強王座決定戦では7位。「新」には当時裏番組であったテレビ朝日の「おねだり姫」のレギュラー出演の為一度も出場せず、「黄金」放送途中から出場。彼らも改名考案から青うま※1、バシャUMA※2へと、名前の変遷が激しかった。「青うま」時代はスタジオで山崎が特異のキャラと衣装（袖に穴がなく手袋のような状態で、フードに穴が空いており、被ると銀行強盗風のマスクになる。会話時は自分から言葉を発せず白川に耳打ちで伝える）で大いに沸かせた。後に解散、大復活祭には登場していない。 |
| 爆笑問題                                          | 不発の核弾頭 → 初代名人                                                                                      | ○ | × | ☆ | 第3回（94/8/31）～「黄金」最終回。正統派ネタと安定感で圧倒的な強さを発揮し、彼らの出世作となった。普段の漫才ネタは太田が作るのだが、ボキャブラネタは全くウケず、第13回ではカスになる。以降、ボキャブラネタは田中に任せている。最強王座決定戦では1位。「Super」は16回のイチバン、「超」〜「黄金」で15回ボキャブラキングに輝く。97年に座布団を5枚獲得、翌年に10枚目獲得し、「初代名人」に輝く（「超」以降で座布団5枚、10枚を獲得した最初のキャブラー）｡しかし、トップ戦線にいながら「新」、「黄金」で計8回チャレンジャーに転落している。太田は古坂を引き連れチャレンジャー席で大暴れする。以降、暗い雰囲気のチャレンジャー席を、メジャー以上にガンガン猛アピールできる場所として確立させている。名人襲名後の成績は振るわず座布団獲得はなく、「黄金」末期はチャレンジャーが指定席となる。最終回でメジャー復帰するもそのまま番組を去った。大復活祭にも登場した。なお2人が映るチャレンジャー紹介画像は「新」のみでしか使われていない。「超」ではチャレンジャーに落ちず、「黄金」では初代名人襲名後の転落だったので名人仕様の紹介映像が流れた。降板後、「家族」最終回SPにルール説明およびBOOMERの応援メッセージでVTR出演した。 |
| X-GUN                                             | アジアの超特急                                                                                               | ○ | - | ☆ | 第3回～「歌う」最終回。ボキャブラには5年1ヶ月の最長出演。なおヒットパレード常連芸人14組の中では一度もカスになった事がなく、4回イチバンに輝いている。最強王座決定戦では13位。ネタでは西尾の演じる大阪のおばちゃんキャラが有名であり、主に西尾が女性役を演じる事が多い。「超」ではスタジオ登場時に西尾が『（観客の声援風に）キャー！○○！（○○の内容は毎週違う）』とデブネタを織り交ぜた一発ギャグをかますのが恒例になる。「続」～「歌う」では、嵯峨根正裕（現：さがね・まさひろ）の一発ギャグが恒例となる。「歌う」では(99/5/29)(6/26)(7/10)(8/7)(9/4)でキングに輝き,先に5枚に王手をかけていたBOOMERとU-turnに追い越して座布団5枚と豪華賞品（香港旅行）を獲得した（｢超｣以降で座布団5枚を獲得した4組目のキャブラー）。そして放送終了後に一旦「丁半コロコロ」に改名するも、大復活祭出演を機に「X-GUN」に戻している。 |
| 林家こぶ平 （現・林家正蔵）                       | 平成の爆笑王                                                                                                 | - | - | - | 第1回～第18回。素人投稿VTRに「デーモンこぶ平」で出演もした。以後、ゲストとして番組に登場している。 |
| ピーピングトム                                    | のぞき屋ダイナマイト → めざせ君 → のぞき屋ダイナマイト → 暗闇の目撃者                                        | - | × | - | 第72回（96/3/27）～「家族」。元祖ホスト・キャブラーとして、ネプチューンより先にホストネタを披露していた。最強王座決定戦では24位。「新」以降の出演は「黄金」での2回のみだったが、「家族」最終回に出演。 |
| ピテカンバブー                                    | めざせ君 → 予選落ちくん                                                                                      | - | - | - | - |
| BOOMER                                            | 遅れてきたルーキー → 二代目名人 → 遅れてきたルーキー                                                         | ○ | × | ☆ | 第7回～「歌う」最終回。初登場時は「ブーマー」名義。川合俊一をモチーフに「バレー部の川合君」ネタで常連に定着。その後も安定した力を見せ、爆笑問題に次ぐ15回のイチバンを獲得。最強王座決定戦では3位。「超」では一時期、不安定だったが、「家庭の事情」「イセ子」「伊勢の動物」「監督と選手」（主にオチが伊勢をイジる内容が多い）ネタシリーズで時代を博した。「超」では計18回のボキャブラキングに、98年には10枚目の座布団を獲得し「二代目名人」に輝いている（「超」以降で座布団5枚,10枚を獲得した二組目のキャブラー）。「続」、「歌う」では成績が安定せずチャレンジャーの常連となると同時に、河田が爆笑問題やネプチューンが抜けた後に、チャレンジャーの仕切り役になるのもこの頃からである。「続」～｢歌う」では座布団4枚を獲得するもX-GUNに追い越され、3度目のグランドボキャブラキング達成を逃した。また「Super」～「歌う」全シリーズで座布団を獲得した唯一のキャブラー。X-GUNに次ぎ、長いボキャブラ生活を送っている。大復活祭にも登場。なお2人が映るチャレンジャー紹介画像は「超」のみでしか使われていない。「新」「黄金」ではチャレンジャーに落ちず、「家族」では二代目名人襲名後の転落だったので名人仕様の紹介映像が流れた｡ |
| ビシバシステム （登場時は『新生ビシバシステム』） | 狂乱の男女混合タッグ                                                                                         | - | × | - | 第6回。カスで幕を閉じた。 |
| ふうりんかざん                                    | 戦慄の筋肉質                                                                                                 | - | - | - | 第29回。フランキー為谷と寺田体育の日のコンビ。 |
| フォークダンスDE成子坂                            | コギャル殺し → 戦慄の不協和音                                                                                | ○ | × | ☆ | 第1回～第61回、最強王座～「黄金」最終回。初期ヒットパレードでは上位の常連。短い文章を長く、長い文を短く、強引にボキャブり、意味のない言葉をオチにするシュールな芸風で確立。ヒットパレード最初期に行われたネタでは、特に港のヨーコ・ヨコハマ・ヨコスカのメロディに乗せたネタは他の芸人とは一線を画し、コーナー黎明期に一世を風靡した。最強王座決定戦では12位。半ば出演を控える時期があり、「超」からはチャレンジャーでスタート。「黄金」でボキャブラキングに輝くも降板（98/3/10）。降板後も人気を博すが1999年に解散。桶田は芸人を引退し作家になるが2019年に病死、村田はピンを経て元坂コロ・松丘と「鼻エンジン」を結成するが2006年に病死。大復活祭での過去の映像内では修正が施されていた。 |
| 吹越満                                            | パントマイムの若大将                                                                                         | - | - | - | 第4回、第5回。当時はWAHAHA本舗の芸人として活動。 |
| プリンプリン                                      | ドタバタソルジャー → めざせ君 → ドタバタソルジャー                                                           | - | - | ☆ | 第61回～「歌う」最終回。「新」より「時代劇ネタ」が中心となる（加藤は悪代官役が多かった）。「新」から「黄金」にかけて不安定な成績のため「入れ替え戦の常連」と呼ばれたが、「家族」では最終回直前まで一度もチャレンジャー落ちせずにメジャーをキープし続けた。大復活祭にも登場した。 |
| 北京ゲンジ                                        | めざせ君 → 予選落ちくん                                                                                      | - | - | - | - |
| へらちょんぺ                                      | 人間失格 → 白い恐怖                                                                                          | ○ | × | - | 第7回～第11回、最強王座、「新」(97/6/8)。そのまんま東が贔屓にしていた。最強王座決定戦では14位。以降の出演はなかったが、投稿作品に自演し自作ネタで登場。「新」で久々にキャブラーとして再登場を果たす。 |
| 保津純子                                          | 色仕掛けの人形遣い                                                                                           | - | - | - | 第20回。 |
| ホンジャマカ                                      | ライブの帝王                                                                                                 | - | - | - | 第5回、第6回。 |
| 本間しげる                                        | 一人ぼっちのカメレオンマン                                                                                   | - | - | - | 第3回、第4回。 |
| -4℃                                               | 氷の失笑 | - | × | - | 第37回～第61回、最強王座。最強王座決定戦では26位。その後、上嶋が「ますだおかだ」の岡田圭右と結婚、寿引退で解散。 |
| マギー司郎                                        | 北関東イリュージョン                                                                                         | - | - | - | 第29回。ベテラン芸人の中では最も高い成績を残している。 |
| ますだおかだ                                      | しゃべくりハリケーン                                                                                         | - | - | - | 第7回～第9回。全く成績は振るわなかった。2人にとって冬の時代であり、その後ボキャブラには一切出演していない。 |
| 松本ハウス                                        | 爆発2秒前 → めざせ君 → 爆発2秒前 → 汚れなき壊れ屋                                                            | - | × | ☆ | 第46回～「歌う」。ヒットパレード時代は低成績。最強王座決定戦では16位。男同志の卒業と同時に繰り上げメジャーとなり、それがきっかけで「ハウス加賀谷」のキャラがブレイク。スタジオトークでは赤坂泰彦からの無茶振りに対する加賀谷の絶妙な返しが好評であった。卒業後は、加賀谷の精神疾患による引退で解散。大復活祭には登場しなかったが、過去の映像内に映るほか、Take2の新ネタの中に加賀谷の名前が登場。後に加賀谷の復帰と共に「JINRUI」として再結成、その後コンビ名を「松本ハウス」に戻した。他番組で爆笑問題や土田晃之、有田哲平や名倉潤などと共演している。 |
| まなつまふゆ                                      | 出川からの置き土産 → 演芸場の小悪魔                                                                          | ○ | × | - | 第5回～第9回、最強王座。初登場でカスになるも、次週にはイチバンを獲得（逆オアシズ現象）。最強王座決定戦では27位。解散後にまなつはプーケットに移住（2014年8月5日放送の「世界の日本人妻は見た!」（毎日放送製作）より）。 |
| MANZAI-C                                          | 彷徨のヒットマン                                                                                             | ○ | × | - | 第18回～「歌う」最終回。初登場で1位を飾る。最強王座決定戦では10位。「超」以降は低迷期になり、審査員の大島監督からネタに関して『全く面白くない!』と厳しく叱咤された。「新」から西野が髪を7色に染めアピール、「家族」から「スケッチブックネタ」を披露して成績が多少向上する。「家族」最終回では3位に輝く。卒業後はコンビを解散。大復活祭には登場しなかったが、過去の映像内に、西野は修正、森は普通に映っていた。 |
| みかずき組                                        | 牙無き女豹                                                                                                   | - | - | - | 第7回。 |
| 山崎邦正 （現・月亭方正）                         | リトルパンチドランカー                                                                                       | ○ | × | - | 第1回～最強王座。通称「千の挨拶を持つ男」として、挨拶ボキャブラ（「こんにち和田勉」など）を披露する。第3回ではイチバンに輝くが、以降は挨拶ネタはウケるが本ネタは受けなくなった。第61回でも好成績を出す。最強王座決定戦では19位。 |
| 山田幸伸                                          | （岸谷五朗・寺脇康文に続く）第3の男                                                                          | - | × | - | 第7回。 |
| U-turn                                            | めざせ君 → 回転禁止の青春                                                                                    | - | - | ☆ | ヒットパレード～「歌う」最終回。身長の凸凹ぶりと土田の顔のデカさをイジられる。ヒットパレード時代は「めざせ君」で一度のみの出演｡その為、「超」第1回では当然の事ながらチャレンジャーからスタート。しかし「超」第18回でキングを獲得し、座布団を獲得。チャレンジャーからスタートしたキャブラーの中で最初のボキャブラキングになった｡「新」～「家族そろって」では成績は悪くないもののキングに輝く事はできなかったが、「海パンJOE（ジョー）ネタ」（土田が海パンを履いて人助けに駆けつける内容のキャラ）「赤ちゃんと母親ネタ」「隊長ネタ」で人気を博す。「続」以降はキングの常連になる。「続」～「歌う」では座布団4枚を獲得するもX-GUNに追い越され、初の座布団5枚を逃した。また｢続｣から土田と対馬の不仲が表面化。2001年に対馬の芸人引退で解散している。大復活祭には土田がピンで登場、対馬は「元相方マーク」修正されていた。 |
| よゐこ                                            | 燃えない闘魂                                                                                                 | - | × | - | 第1回～第4回。ますだおかだ同様冬の時代であり、成績は振るわず終わる。 |
| 横山たかし・ひろし                                | キング・オブ・お坊ちゃま                                                                                     | - | - | - | 第31回。 |
| La.おかき                                         | 五反田のイタリア人                                                                                           | - | × | - | 第66回。カスで終わる。解散後は飯尾はずんを結成し、素人投稿作品にも俳優出演していた。 |
| らんぶるふぃっしゅ                                | めざせ君 | - | - | - | 第84回。 |
| レツゴー三匹                                      | 超ナニワ伝説                                                                                                 | - | - | - | 第18回、第24回（前回と同じVTRが流れるもそのまま評価される）。 往年の大物お笑いトリオだが成績は振るわず。 |
| ロンドンブーツ1号2号                              | くいだおれパンクス                                                                                           | ○ | × | - | 第48回～最強王座。「長文ネタの元祖」として好成績を作る。最強王座決定戦では4位。「超」での新スタイルが自分達には合わないのと、レギュラー番組が増えた事から卒業。ボキャブラ出演中から既に冠番組を持っていた数少ない若手芸人であった。 |
| わたる哲兵 （現・亘哲兵）                         | 千の声を持つ男                                                                                               | - | - | - | 第6回。 |

## 「超-」時代
| コンビ名               | キャッチフレーズ                  | ○ | × | ☆ | 備考 |
| ---------------------- | --------------------------------- | - | - | - | --- |
| アメリカザリガニ       | ミナミの赤い爪                    | - | - | - | 「超」～「黄金」。 |
| ジェット★キッズ        | 流星王子                          | - | - | - | 「超」～「新」。 |
| ソウル・ソニック・ブギ | 燃えよふたりっ子                  | - | - | - | 「超」～「黄金」。 |
| プリオ                 | 秘密の花園                        | - | - | - | 「超」（97/2/12）。 |
| ペナルティ             | 罪と罰                            | - | - | - | 「超」（96/10/23～97/1/29）。当時はまだ、ワッキーのキャラが弱かったせいか、1度のメジャー入りで終わる。2008年の大復活祭には登場しなかったが、過去の映像内にヒデのみ映っていた（ワッキーはカメラ外にいた）。 |
| 幹てつや               | 歌う阪急電車 → 歌う阪急電車下り線 | - | - | - | 「超」～「歌う」。金谷に続く歌モノ（幹のオリジナル）で登場するも成績が振るわず、最下位の常連となってしまう。低成績が続く芸人はたいてい番組を去るのだが、幹は負けじと出演。そして「黄金」で奇跡の高得点を獲得。メジャー昇格が決まると幹は感激のあまり号泣した。何週かメジャーに残るも再び転落。成績は振るわないがボキャブラに無くてはならないキャラクターとして愛され続けた。「続」では「おもしろい」に評価されメジャー昇格確定したのにもかかわらず、その場の雰囲気を凍らせる一発ギャグを披露した途端に、即座にチャレンジャーに転落するのも名物化した。2008年の大復活祭にも登場。 |
| モリマン               | ダーティー・プレイメイト          | - | - | - | 「超」～「黄金」。自身のライブでは放送禁止用語連発・下半身露出など過激なネタが多かったが、ボキャブラでは封印。モリ男のパワーに種馬マンが押されるネタや、乙女ネタなど。「家族」では街頭意識調査のVTRに偶然通りかかった回答者として出演している（98/6/23）。2008年の大復活祭にも登場した。 |

## 「新-」時代
| コンビ名                     | キャッチフレーズ                | ○ | × | ☆ | 備考 |
| ---------------------------- | ------------------------------- | - | - | - | --- |
| Do-Yo （どーよ）             | 青春バイオレンス                | - | - | - | 「新」（97/5/4）～「黄金」（98/2/10）。 |
| VERSUS                       | （ときめきキャンパスガール）    | - | - | - | 「新」（97/6/22）～「黄金」（98/1/27）。2人の体格から女X-GUNとも呼ばれた。卒業後、亀村が当番組で出会った「アリtoキリギリス」石井との結婚を機に引退。またコンビはトリオになるも解散。2008年の大復活祭には登場しなかったが、亀村に修正を加えた上で過去の映像内に映っていた。 |
| パイレーツ                   | （聖（セント）☆美乳エンジェル） | - | - | - | 「新」（97/7/20）～「歌う」最終回。グラビア事務所がお笑い界参入のため結成されたコンビ。完成度の低く棒読みのネタだが、オチの後に言う胸元を見せるポーズで「だっちゅーの」がブレイクし、98年の新語・流行語大賞を受賞した。その後西本の脱退から解散。浅田はブランド会社を設立した。2008年の大復活祭に久しぶりに2人で登場した。                                                                            |
| プラスドライバー             | 鋼鉄十字軍                      | - | - | - | 「新」（97/8/31）-「黄金」（98/2/24）。解散後、メンバーであった角田はアルファルファに加入する形で東京03を結成し、2008年の大復活祭に再出演した。 |
| スマイリーキクチ             | 仮面の独白                      | - | - | ☆ | 「新」（97/9/14）～「歌う」（99/7/3）。初登場時はナレーションで「オタク系キャブラーの新星」として紹介され、その笑顔から癒し系全開だったが、「元ヤンキー」という過去が明らかになってからは笑顔での毒舌に磨きがかかり、キャブラーを恫喝した事もある。「黄金」では顔が仲本工事に似てる事から物真似をネタでするようになった。2008年の大復活祭には登場しなかったが、OPの過去の映像内に一瞬だけ映っていた。 |
| ファンキーモンキークリニック | 蒼い巨塔                        | - | - | - | 「新」（97/9/30）～「黄金」（98/2/3）。 |

## 「黄金-」時代
| コンビ名                             | キャッチフレーズ                 | ○ | × | ☆ | 備考 |
| ------------------------------------ | -------------------------------- | - | - | - | --- |
| あぶらとり紙                         | ※予選落ちくん                    | - | - | - | 「黄金」（98/1/20）～「家族」（98/6/23）。 |
| アンタッチャブル                     | 一触即発BOYS                     | - | - | ☆ | 「黄金」（97/12/2）～「歌う」最終回。初登場時からセンスが突出しており「家族」～「続」ではキングに輝いている。｢続｣では座布団4枚を獲得するも同率で競ってた海砂利水魚とのデットヒートの末、初の100万円獲得を逃してしまう。当時の山崎はハイテンションキャラではなかった。2008年の大復活祭には登場しなかったが、過去の映像には映っていた。                                |
| With T                               | 10代目いいとも青年隊             | - | - | - | 「黄金」（98/3/3）～「家族」（98/6/2）。 |
| エルトンGOタカーズ                   | ※予選落ちくん                    | - | - | - | 「黄金」（97/10/14）。 |
| G★MENS                               | ザ・グレートシズオカ             | - | - | - | 「黄金」（98/1/20）～「続」（98/10/31）。ゴールデンタイム枠では全てのネタが一部カット。深夜になり一度のみ放送された。相方の引退で解散となったが、ピンとして活動を始めたハリウッドザコシショウはR-1グランプリ優勝でブレイクした。2008年の大復活祭には登場しなかったが、当時彼らが所属してた吉本興業の後輩であるCOWCOWが出演した際にトーク時に彼らの名前を出していた。 |
| 春風亭柳二                           | ※予選落ちくん                    | - | - | - | 「黄金」（98/1/13）。 |
| ジョーダンズ                         | 真夜中の狩人 → 桜中学OB          | - | - | - | 「黄金」（97/11/11）～「続」（98/10/31）。あまり成績は振るわなかったが、この番組で三又忠久（現・三又又三）の金八先生ネタでブレイク。「家族」以降は時折長州力のものまねを披露する事があった。卒業した後に解散。2008年の大復活祭には登場しなかったが、過去の映像内に映っていた。                                                                                       |
| スティーブ&ジャニカ                  | 全米チャンピオン                 | - | - | - | 「黄金」（98/1/6）～「家族」（98/6/9）。異色の外国人コンビという事から、英語ネタが多かった。初登場でメジャー入りするが転落し、そのままフェードアウト。解散後、ジャニカは帰国、スティーブは東京で英語講師、著作活動を行っている。2008年の大復活祭、過去の映像内は修正済。                                                                                             |
| ダーンス4                            | オーバーヒートの4WD              | - | - | - | 「黄金」（98/2/17）～「歌う」（99/8/28）。珍しい3段オチで勝負し、上位に食い込む事も多かった。それぞれ俳優、格闘家などの活動がメインとなっているが、主催ライブには4人で現在もステージに立っている。2008年の大復活祭には登場せず、過去の映像内に映っていた。 |
| チャオ+1                             | 真夜中のSE                       | - | - | - | 「黄金」最終回～「家族」（98/4/21）。 |
| チュチュチュファミリー               | 暗黒のハーモニー                 | - | - | - | 「黄金」（97/11/25）～（98/2/17）。男3人女1人の構成で、スーツにサングラスでコーラスによる歌ネタを披露。スタジオでも無口・無表情キャラを貫くも、成績は全く振るわず、スタジオでサングラスを外し喋るキャラになった回を以て卒業した。 |
| T・I・M（現TIM）                     | 爆裂ボディ・ソニック             | - | - | - | 「黄金」（97/11/18）～「家族」最終回。既に他番組にて体文字で知られていたため、「炎」や「命」などのオチは予想されやすかった。「黄金」の途中、他番組の出演のため休みがちになり、ネタ披露でなく挨拶だけに登場した回もあった。2008年の大復活祭にも登場した（レジェンドキャブラーでは唯一レギュラー時代にタモリとの絡みがなかった）。                                     |
| 東京ビンゴビンゴダイナマイトジャパン | ※予選落ちくん                    | - | - | - | 「黄金」（97/11/18）。 |
| 花いちもんめ                         | ※予選落ちくん                    | - | - | - | 「黄金」（97/12/9）。 |
| ピーカーブー                         | ※予選落ちくん                    | - | - | - | 「黄金」（97/11/18）。何度か登場するも全て予選落ち。 |
| びゅんびゅん                         | ※予選落ちくん                    | - | - | - | 「黄金」（98/1/13）。 |
| ぷかぽん                             | ※予選落ちくん                    | - | - | - | 「黄金」（97/11/18）。 |
| ブラックボックス                     | ※予選落ちくん                    | - | - | - | 「黄金」（97/12/16）。何度か登場するも全て予選落ち。 |
| 北北西に進路を取れ                   | ※予選落ちくん                    | - | - | - | 「黄金」（97/10/28）。 |
| 保健体育委員                         | 鎌倉名門女子高校                 | - | - | - | 「黄金」～「家族」終了。当初は予選落ちばかりだったが、チャレンジャーへ。 |
| マンブルゴッチ                       | ※予選落ちくん → 堀越学園の一番星 | - | - | - | 「黄金」（97/11/4）～「歌う」（99/5/15）。「黄金」時代は予選落ち。「続」にて再登場する。解散後は、ピン芸人ゆってぃとして活動中。 |
| やるせなす                           | ※予選落ちくん                    | - | - | - | 「黄金」（97/12/16）。何度か登場するも全て予選落ち。 |

## 「家族そろって-」時代
| コンビ名                              | キャッチフレーズ | ○ | × | ☆ | 備考 |
| ------------------------------------- | --- | - | - | - | --- |
| オーディン                            | ※予選落ちくん | - | - | - | 「家族」の6回目（98/6/2）に最初で最後の登場。 |
| キングスパレイ                        | ※予選落ちくん | - | - | - | 「家族」の8回目（98/6/16）で初登場。その後、「家族」の11回目（98/8/4）にも登場するが全く成績は振るわず、その後降板。 |
| さまぁさまぁ                          | 胸騒ぎの放課後 | - | - | - | 「家族」の8回目（98/6/16）で初登場。当時、現役女子高生（高校一年生）のコンビ。3回登場するが、評価は相当厳しく、成績はあまり振るっていない。「家族」の途中（98/8/18）で降板。 |
| だぼぱん                              | ラージ&ルーズ | - | - | - | 「家族」の4回目（98/5/19）で初登場（ただし、正式に登場する前に「黄金」の11回目（98/1/13）で予選落ちとして登場している）。メガトン級の巨漢コンビとして登場したが全く成績は振るっていない。「家族」の途中（98/6/23）で降板（ただし元メンバーの竹田淳は、10年後の大復活祭にふとっちょ☆カウボーイとして再出演しており、当時自身が1度だけ出演した事を語った）。 |
| テツandトモ                           | 予選会最優秀新人賞受賞 → NHKのど自慢チャンピオン → TBS街角テレビ歌唱賞受賞→テレビ東京スターは君だヤング歌謡大賞受賞 → シンガーソングなんでだろう | - | - | - | 「家族」最終回前（98/9/5）の予選会で初登場。番組内ではほとんど受けず、そのためかキャッチフレーズの変遷がキャブラー内で最も激しい。また、「続」では時々、今の持ちネタ「なんでだろう」を披露していた。「歌う」の最終回（99/9/25）まで登場。なお2003年4月24日に『クイズ$ミリオネア』に出演した際、資料映像として「続」時代に出演した時の様子が一部分オンエアされた事がある。 |
| 野口製作所                            | 明日を見つめる有限会社 | - | - | - | 「家族」の6回目（98/6/2）で初登場。初登場時は光浦靖子の顔真似がかなりウケたものの、2度目の登場時（98/6/16）はあまりウケず、その後番組を去る。 |
| BarBie's                              | ※予選落ちくん | - | - | - | 「家族」の8回目（98/6/16）に最初で最後の登場。 |
| パックンマックン                      | ※予選落ちくん | - | - | - | 「家族」の8回目（98/6/16）に最初で最後の登場。 |
| ブラック軍団"b.A.d"（番組内ユニット） | | - | - | - | 黄金時代の1998年2月放送分にて、海砂利水魚の上田と有田が黒の革ジャン・ズボンで登場したことを源流に結成された悪役軍団。リーダーはX-GUN嵯峨根。海砂利、X-GUN、アリキリの3組で結成するも、アリキリは直ぐに脱退、のちにアンタッチャブルが参入。Take2の引き抜き失敗やノンキーズ白川の志願を拒絶したり、デンジャラス安田が一方的に参入するなど、プロレスを思わせるドラマ展開を繰り広げた。有田による他キャブラーへのバッシングシーンは番組内でも高視聴率となり、有田がしたためた持田香織（ELT）の偽造ファンレターをネプチューン原田に送り、手紙に記された電話番号（有田の家の電話）に原田が電話してきた話や、また原田からは有田が合コンにて「ご指名ありがとうございます、有田です」とうそぶいた話を暴露されるなど、当シリーズならではの印象的なコーナーとなった。 |
| ブラックパイナーSOS→下目黒二丁目      | 硝子の十代→東京都目黒区 | - | - | - | 「家族」の5回目（98/5/26）で初登場（ただし、それ以前に「家族」の4回目（98/5/19）で予選落ちとして登場している）。ツッコミの時の、両手の拳を回して後ろに引くというポーズが特徴的で、段々と定着していった。彼らもあまり成績が振るってない事から坂道コロコロとノンキーズ同様、ヒロミの改名案を勧められ、下目黒二丁目に改名。「歌う」の最終回まで登場。 |
| プラトニック                          | ※予選落ちくん | - | - | - | 「家族」の7回目（98/6/9）と11回目（98/8/4）に登場するも、結果は全て予選落ちだった。 |
| 野性爆弾                              | さまよえる獣人 | - | - | ☆ | 「家族」の10回目（98/7/21）で初登場。松本ハウスやG★MENSに続く、激しいタイプのキャブラーであり、川島邦裕（現・くっきー!）の強烈なキャラクターが印象的だった。「家族」でメジャー入りした唯一の放送回は夕方に回され（98/9/5）、一部地域では未放映だった。「歌う」でのフリートークは下ネタばかりで、ほぼカットされた。「歌う」の最終回（99/9/25）まで登場。｢歌う｣（99/7/3）ではボキャブラキングも獲得。吉本興業勢としてはSuper時代の山崎邦正、ロンドンブーツ1号2号以来の座布団獲得者となった｡また「超」以降、キングになったキャブラーの中で最もキャブラーデビューが遅い。2008年の大復活祭には登場しなかったが、OPの過去の映像内にロッシーが一瞬だけ映っていた（くっきー!は見切れていた）。                                                                     |

## 「続-」時代
| コンビ名                       | キャッチフレーズ              | ○ | × | ☆ | 備考 |
| ------------------------------ | ----------------------------- | - | - | - | --- |
| アウトブレイク                 | 超新人 → 期待の新人キャブラー | - | - | - | 「続」SP（99/1/2）～「歌う」（99/8/21）。「歌う」では一度だけメジャーに昇格するも、翌週の放送でインディーズ降格と同時に降板。 |
| [an][do]（現・アン☆ドゥ）      | 銀河のふたりっこ → 路線変更   | - | - | - | 「続」（98/10/17）～「続」（99/3/6）。宇宙人キャラで売り出すも限界が見える。後に普通の格好でネタをするようになったが、定着しなかった。 |
| インスタントジョンソン         | はじめまして                  | - | - | - | 「続」の1999年2月20日に最初で最後の出演。 |
| 江戸むらさき                   | 期待の新人キャブラー          | - | - | - | 「続」（99/1/2）〜「歌う」SP（99/9/11）。 |
| おぎやはぎ                     | 期待の新人キャブラー          | - | - | - | 「続」新春SP（99/1/2）～「続」最終回（99/3/27）。 キャブラー予選会に出演していた芸人の中で、本番組出演後ブレイクし2016年現在までに冠番組を多数抱える売れっ子になった稀有な存在のキャブラー。 |
| 健                             | 期待の新人キャブラー          | - | - | - | 「続」新春SP（99/1/2）～「続」最終回（99/3/27）。 |
| 号泣                           | 期待の新人キャブラー          | - | - | - | 「続」新春SP（99/1/2）～「続」最終回（99/3/27）。現在手相芸人として活動している島田秀平がいたコンビ。 |
| ストロング・マイマイズ         | 期待の新人キャブラー          | - | - | - | 「続」新春SP（99/1/2）から出演（ただし、正確には「家族」の1998年9月5日に予選会に出演している）。「歌う」以降本格的に出演する機会が増え、上位に食い込む事が多かった。「歌う」最終回まで出演。 |
| 代田ひかる（現・だいたひかる） | 超新人 → 嘆きの天使           | - | - | - | 「続」新春SP（99/1/2）から出演。予選会で持ちネタやネタ後のヒロミとの絡みが高評価され、番組に時々出演するようになる。「歌う」1999年5月15日まで出演。 |
| はなわ                         | 期待の新人キャブラー          | - | - | - | 「続」新春SP（99/1/2）から出演。予選会で披露した2003年に大ヒットした歌ネタ「佐賀県」はこの頃から存在している（ただし、正確には「家族」の1998年9月5日に予選会に出演している）。「続」の最終回（99/3/27）まで出演。10年後の大復活祭に再登場、その際には固有のキャッチフレーズが付けられた（下記参照）。                                                           |
| Bコース                        | 期待の新人キャブラー          | - | - | - | 「続」新春SP（99/1/2）〜（ただし、正確には「家族」の1998年9月5日に予選会に出演している）。「歌う」（99/6/25）。 |
| ヘモグロビン                   | 期待の新人キャブラー          | - | - | - | 「続」新春SP（99/1/2）～「続」最終回（99/3/27）。 |
| 北陽/s（現・北陽）             | 期待の新人キャブラー          | - | - | - | 「続」新春SP（99/1/2）～「続」最終回（99/3/27）。おぎやはぎ同様、キャブラー予選会に出演していた芸人の中で本番組出演後大ブレイクし、「はねるのトびら」など数多くのレギュラー番組に出演していた稀有な存在のキャブラー。 |
| 技ありーず                     | 一撃必殺                      | - | - | - | 「続」（98/11/7）〜「続」（98/12/19）。何度か出演するが、あまり評価はされず成績も振るわなかった。 |
| ワンダラーズ                   | 燃えるおたふくソース          | - | - | - | 「続」の1998年11月14日初出演。スタジオでは広島東洋カープのヘルメットを着用、叩きづらいためヒロミに「（プリンプリン田中の帽子を指し）こーゆー脱ぎやすい物かぶってこなきゃ」と言われる。「歌う」の初回の1999年4月17日まで出演。終了後はメンバーの土井よしおが「明石家マンション物語」で下ネタなどを連発する「いぶし銀」としてレギュラー出演し、一躍注目を集めた。 |

## 「歌う-」時代
| コンビ名                         | キャッチフレーズ | ○ | × | ☆ | 備考 |
| -------------------------------- | ---------------- | - | - | - | --- |
| 鬼のパンツ                       | -                | - | - | - | 「歌う」の1999年4月24日に最初で最後の出演。 |
| SABOTEN                          | -                | - | - | - | 「歌う」の最終回直前SP（99/9/11）に最初で最後の出演。 |
| 360°モンキーズ                   | -                | - | - | - | 「歌う」の1999年9月4日に最初で最後の出演（ただし、正確には「家族」の1998年9月5日の予選会と、「続」の1999年1月2日の新春SPの予選会に出演している）。                                                                                 |
| SpankTheMonkey!                  | -                | - | - | - | 「歌う」（99/6/12）〜「歌う」最終回（99/9/18）。スティーブ&ジャニカに続く外国人キャブラーであり、オチ後のリアクションが高評価され、一度だけメジャー昇格した事がある。                                                              |
| ダブルブッキング                 | -                | - | - | - | 「歌う」（99/8/14）。 |
| チャイニング                     | -                | - | - | - | 「歌う」（99/5/27）～「歌う」最終回（99/9/18）。 |
| 西岡すみこ（現・にしおかすみこ） | -                | - | - | - | 「歌う」（99/7/31）～「歌う」最終回（99/9/18）。初登場の回でそこそこネタは評価されるが、メジャー昇格にはならなかった。 |
| 山口智充                         | -                | - | - | - | 「歌う」（99/5/22）から出演。DonDokoDonとして以前登場していたが、ピン芸人として2年10か月ぶりにボキャブラ登場を果たした。「歌う」最終回（99/9/18）まで出演。｢歌う｣(99/8/28)では9Pを獲得するもプリンプリンに競り負け、2位に終わった｡ |
| ライオンヘッド                   | -                | - | - | - | 「歌う」の1999年5月22日に最初で最後の出演（ただし、正確には「家族」の1998年9月5日の予選会と、「続」の1999年1月2日の新春SPの予選会に出演している）。藤江はカマキリバンドとして「Super」「超」に出演経験あり。                       |

## 若手お笑い芸人登場のコーナー
キャブラーを目指して、ネタで評価するコーナー。「家族そろって〜」最終回直前スペシャル（1998年9月5日放送分）と「続〜」のスペシャル（1999年1月2日放送分）で2回行われた。
ここから、テツandトモと代田ひかる（現・だいたひかる）、アウトブレイクがキャブラーになった。

### 家族そろってボキャブラ天国・最終回直前スペシャル 緊急特別企画「飛び出せ!ボキャブラニュースター予選会」
- 360°モンキーズ
- ライオンヘッド
- 白衣
- Bコース
- アウトブレイク
- NATSU&MEGU
- テツandトモ
- シャカ
はなわ同様、10年後の大復活祭に再登場。その際には固有のキャッチフレーズがつけられた（下記参照）。
- はなわ
- ストロング・マイマイズ

### 祝!続ボキャブラ天国 新春失笑スペシャル!!
- 号泣
- 360°モンキーズ
- 北陽/s（現・北陽）
- ライオンヘッド
- ストロング・マイマイズ
- おぎやはぎ
- Bコース
- 健
- ホーム・チーム
- 代田ひかる（現・だいたひかる）
- ヘモグロビン
- 江戸むらさき
- はなわ
- ネギねこ調査隊
  - 現在ピン芸人として活動しているいとうあさこがいたコンビ。
- アウトブレイク

## ボキャブラ天国大復活祭
| コンビ名             | キャッチフレーズ | 備考                                 |
| -------------------- | ---------------- | ------------------------------------ |
| 土田晃之＆古坂大魔王 | 底抜けU-Turn     | ピン同士になったため一夜限りの結成。 |

- アントキの猪木（燃えぬ闘魂）
- ダーリンハニー（光速の各駅停車）
- 髭男爵（おもしろフランス革命）
- 渡辺直美（北関東のビヨンセ）
- ななめ45°（電車男3両編成）
- ハリセンボン（1,000（ワンサウザンド）チクチクガールズ）
- 慶（チャラそうな奴はだいたい友達）
- 藤崎マーケット（マドンナたちのララライ）
- 超新塾（暴走爆裂ロックンロール）
- ヤポンスキー（ロシアから来た裸の大将）
- はなわ（佐賀のがばい兄ちゃん）
- サンドウィッチマン（みやぎ夢大使´08）
- 世界のナベアツ（ジャリズムからのスピンオフ）
- 東京03（回せ!市外局番）
- マシンガンズ（捨て身の一斉射撃）
- はるな愛（本人公認のエアあやや）
- キャン×キャン（爆裂！シーサー魂）
- 流れ星（あなたの願い叶えます）
- 山本高広（太陽と海の大捜査線）
- フットボールアワー（顔面タッチダウン）※VTRのみの出演
- なだぎ武（ディランという名で時々出ています）※VTRのみの出演
- 麒麟（ホームレス＆ナイスボイス）※VTRのみの出演
- 次長課長（激走出世街道）※VTRのみの出演
- HEY!たくちゃん（孤高のアゴ真似職人）
- キングオブコメディ（無冠の王）
- ザ・たっち（南ちゃん不在の甲子園）
- ダブルダッチ（国籍不明の二重奏）
- ふとっちょ☆カウボーイ（メタボリック・ウエスタン）
- 横浜ヘテロ（湾岸ノンケブルース）
- シャカ（愉快な極楽浄土）
- COWCOW（和牛の襲来）
- 若井おさむ（機動戦士）
- インパルス（電気ビリビリ）
- クールポコ（怒りの餅つき大会）
- イワイガワ（20世紀中年）☆
- 小島よしお（迷える海パン王子）
- 笑い飯（無限ボケ地獄）
- 5番6番（意外性の中軸打線）
- ホリ（人間コピー製造機）
- 長州小力（リトル革命戦士）
- 我が家（立ち退き反対）
- 友近（しあわせ一人芝居）

## 補足
- 「爆笑問題」「ネプチューン」「海砂利水魚（現・くりぃむしちゅー）」など、彼らの中にはこの番組で知名度を上げ、後にブレイクした人も多いため、時として「ボキャブラ世代」と呼称される。ただし、アンジャッシュやますだおかだのようにこの番組で全くといっていいほど目立たず、2000年以降に「M-1グランプリ」（朝日放送制作・テレビ朝日系列）や「エンタの神様」（日本テレビ系列）、「笑いの金メダル」（朝日放送制作・テレビ朝日系列）、「爆笑オンエアバトル」（NHK）など別の番組を通じてブレイクしたキャブラーはこの中に含まれない。お染ブラザーズやマギー司郎のような重鎮お笑い芸人キャブラーも同様である。
- アクシャンをはじめとし、投稿作品のVTRに出演していたキャブラーも少なくない（アンジャッシュ、デンジャラスなど）。また東京03のメンバーの元アルファルファの2人は、大復活祭までキャブラーとしての出演はなかったものの、投稿作品のVTRには出演した事がある。
- 2023年11月27日放送、日本テレビ系列『しゃべくり007』では、以下のメンバーが再集結した。
  - 西本はるか（元パイレーツ）
  - 田中裕二（爆笑問題）※当日のゲスト
  - 村本亮 （元底抜けAIR-LINE）
  - 白川康彦、山崎晋（元ノンキーズ）
  - アンラッキー後藤
  - くりぃむしちゅー（海砂利水魚）※同番組レギュラー
  - ネプチューン※同番組レギュラー
- 2024年4月1日放送、日本テレビ系列『しゃべくり007』では、「ボキャブラ同窓会」と題し、以下のメンバーが再集結した。
  - 金谷ヒデユキ
  - スマイリーキクチ
  - BOOMER
  - へらちょんぺ
  - 松本ハウス
  - 幹てつや
  - くりぃむしちゅー（海砂利水魚） ※同番組レギュラー
  - ネプチューン ※同番組レギュラー